# Lucinildo Frota
Lucinildo Frota (Maracanaú), é um político brasileiro, filiado ao PDT, Se elegeu Deputado Estadual Pelo Ceará em 2022.

## Biografia
É acadêmico de Engenharia civil pela Universidade de Fortaleza. 
Foi eleito vereador de Maracanaú em 2004 e permaneceu por cinco mandatos, chegando a ser presidente da Câmara Municipal. Sempre sendo da base. Em 2018 após divergências, passa a ser oposição ao prefeito Roberto Pessoa. O que leva a concorrer uma vaga na assembleia no mesmo ano sem sucesso. 
Nas eleições de 2022, foi eleito deputado estadual pelo CE.

Em 2024, deixa o Mobiliza e se filia ao PDT. Para concorrer a prefeitura de Maracanaú, ficando em terceiro lugar.